# Institut de paléontologie humaine
Pour les autres instituts au nom semblable, voir Institut de paléontologie.
Pour les articles homonymes, voir IPH.
L’Institut de paléontologie humaine (IPH) est une fondation scientifique française créée par le Prince Albert Ier de Monaco et consacrée à l'étude de la paléontologie humaine et de la préhistoire. Il est présidé par Denis Allemand et dirigé par Anna Echassoux. 
Son conseil d'administration est composé d'un collège des institutions fondatrices dont les représentants son désignés par le Prince de Monaco, d'un collège des partenaires institutionnels à savoir le Musée d'anthropologie préhistorique de Monaco, la Direction des Affaires Culturelles de la Principauté et le Muséum national d'histoire naturelle, et d'un collège de personnalités qualifiées désignées par les deux premiers collèges.

## Historique[2]
Le prince Albert Ier de Monaco, qui a pris part aux débats scientifiques sur l'existence des sépultures paléolithiques ou de l'art préhistorique, a personnellement financé des recherches et des chantiers de fouilles. En 1909 il décide de créer l'« Institut de paléontologie humaine », première institution entièrement consacrée à la préhistoire humaine. Il crée la fondation en 1910 et elle est reconnue d'utilité publique par décret du président de la République française du 15 décembre 1910. 
Le bâtiment est édifié entre 1912 et 1914 par l'architecte Emmanuel Pontremoli à la place de l'ancien marché aux chevaux, à l'angle de la rue René-Panhard, du boulevard Saint-Marcel et de la rue des Wallons. Le bâtiment est décoré par le sculpteur marseillais Constant Roux.  
Les préhistoriens Hugo Obermaier et Émile Cartailhac participèrent également à sa création. Marcellin Boule, Henri Victor Vallois et Lionel Balout en furent directeurs.
Pendant la première Guerre mondiale, le bâtiment, encore vide, devint un dispensaire pour les blessés de guerre, que les hôpitaux voisins ne suffisaient plus à accueillir. 
L'IPH est inauguré le 23 décembre 1920 par le prince Albert Ier en présence du président de la République Alexandre Millerand et du ministre de l'Instruction publique André Honnorat.
L'IPH est la troisième plus ancienne fondation scientifique française, après l'Institut Pasteur et l'Institut océanographique de Paris qui est aussi une fondation du prince Albert Ier de Monaco.
L'Institut de Paléontologie Humaine est doté d'un conseil scientifique qui réunit neuf personnalités internationales de la préhistoire. L'IPH assure le financement de son fonctionnement et de ses programmes scientifiques grâce essentiellement au soutien de la principauté de Monaco et de mécènes.

## Missions
Depuis sa création, l'Institut de paléontologie humaine assume trois grandes missions :
- la recherche sur le terrain (fouilles archéologiques) et en laboratoire ;
- la conservation de ses collections amassées dans ses premières années à la suite de fouilles ou d'acquisitions ;
- la diffusion des résultats des recherches sous la formes d'ouvrages monographiques, de livres de vulgarisation, de colloques et de conférences.

L'Institut de paléontologie humaine entretient des collaborations avec de nombreuses institutions homologues du monde : Éthiopie, Kenya, Mauritanie, Espagne, Italie, Grèce, Turquie, Géorgie, Inde, Indonésie, Chine et Corée du Sud notamment.
L'Institut de paléontologie humaine rassemble l'une des plus importantes collections préhistoriques, composée de plusieurs dizaines de milliers de spécimens (animaux et hominidés du Quaternaire dont l'homme d'Asselar, collections actuelles de comparaison, outils, armes, parures préhistoriques). Ces collections de l'Institut de Paléontologie Humaine constituent un équipement de recherche scientifique unique mis à la disposition de la communauté internationale de spécialistes qui les consultent régulièrement.

## Prix Rainier III de Monaco
Chaque année, un jeune chercheur lié à l'IPH est récompensé pour ses travaux dans le domaine de l'évolution de l'homme par le prix de recherche dit « Rainier III de Monaco », remis officiellement par le prince Albert II de Monaco.

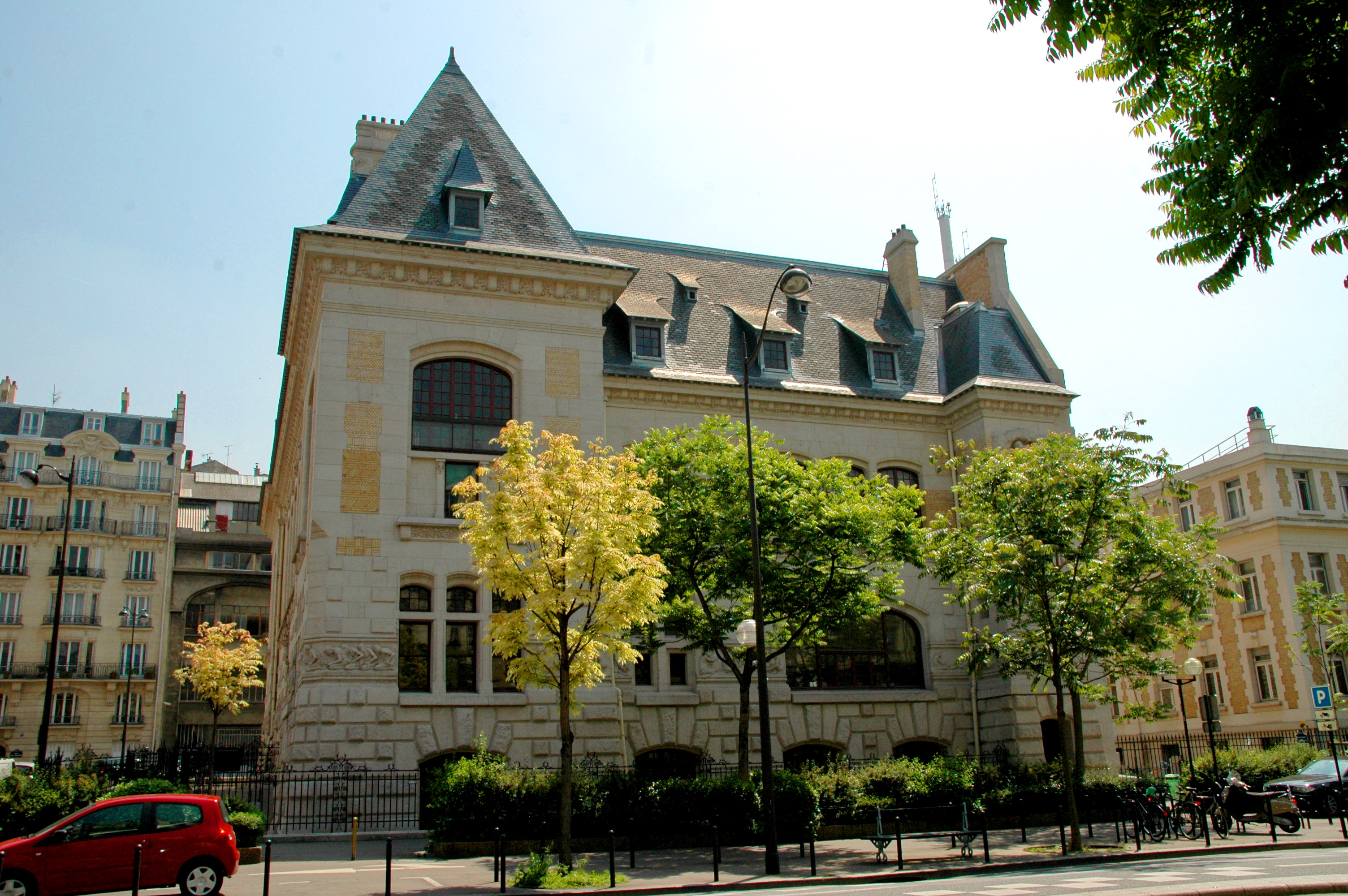
Façade de l'IPH vue du boulevard Saint-Marcel
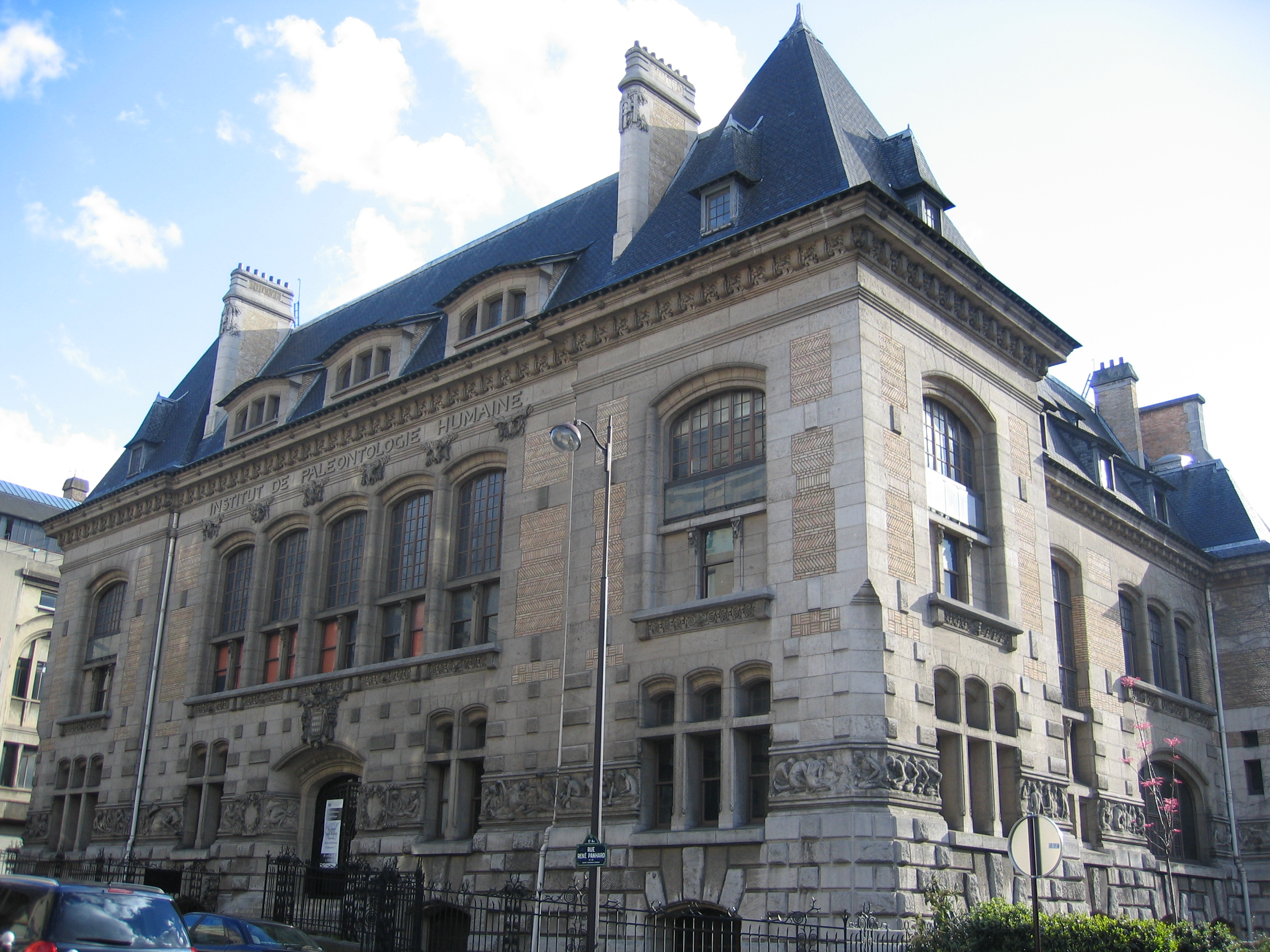
Façade de l'IPH vue du nord-ouest
Détail d'une frise du bâtiment
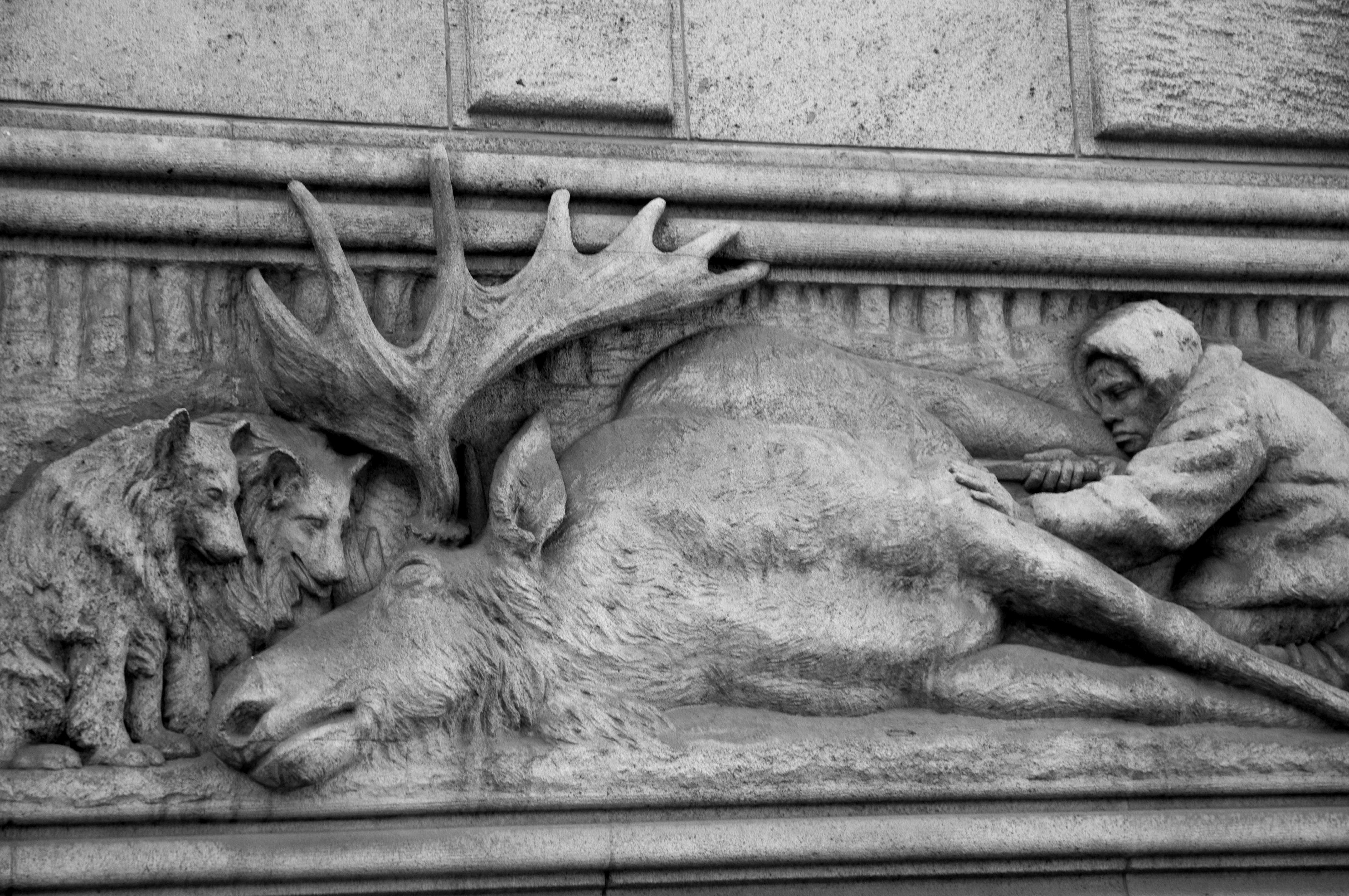
Détail d'une frise du bâtiment
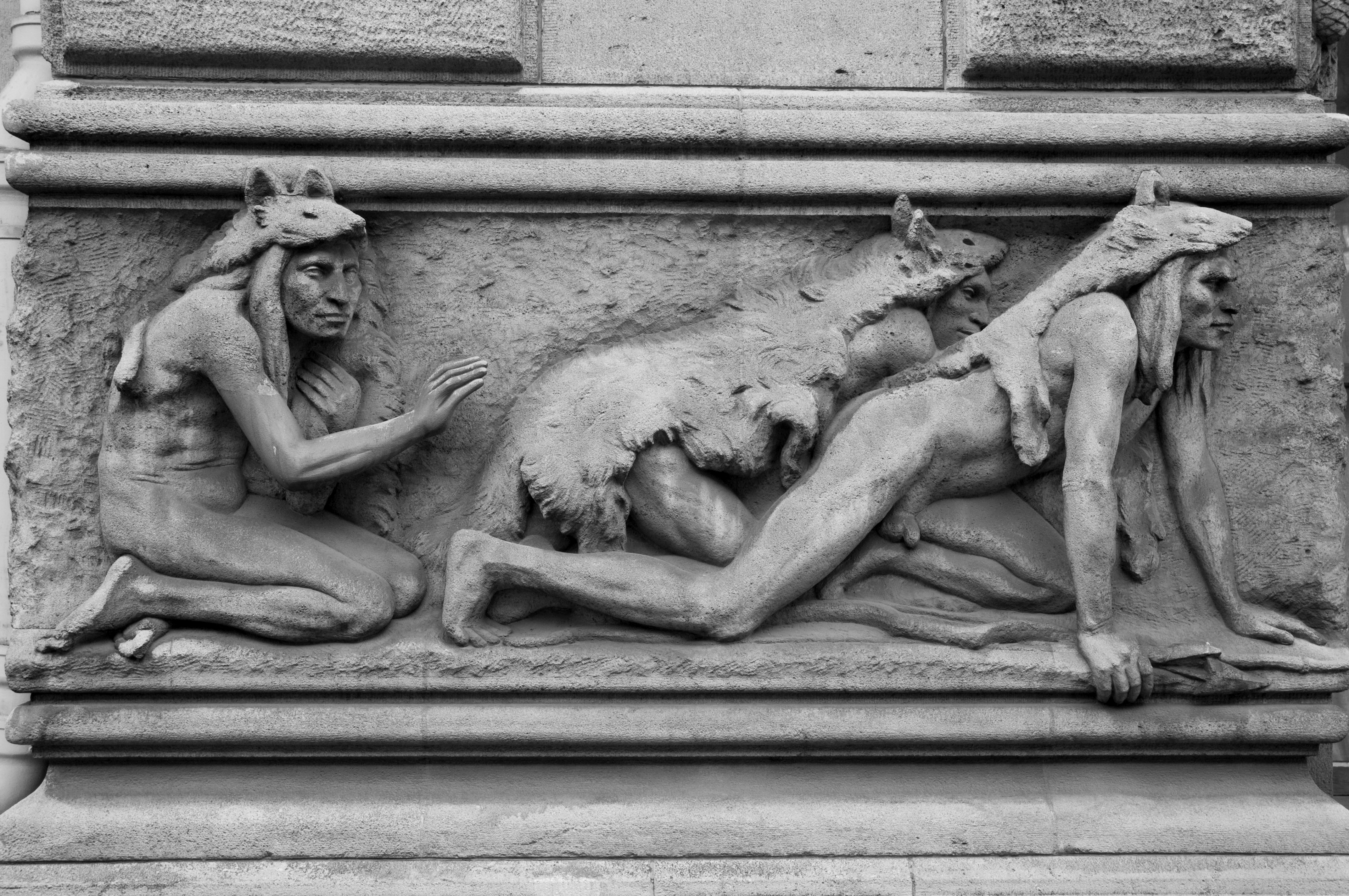
Détail d'une frise du bâtiment
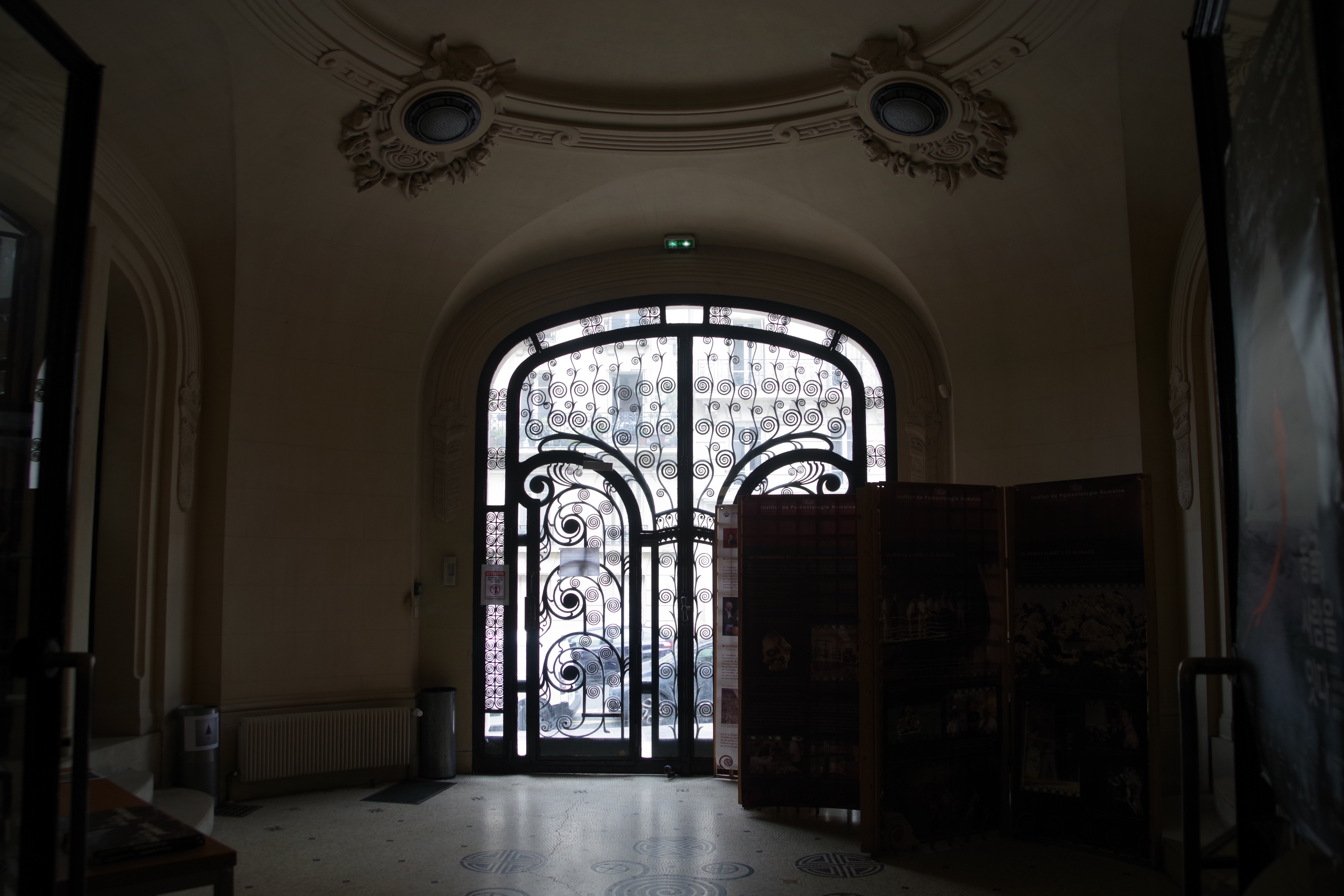
Hall d'entrée
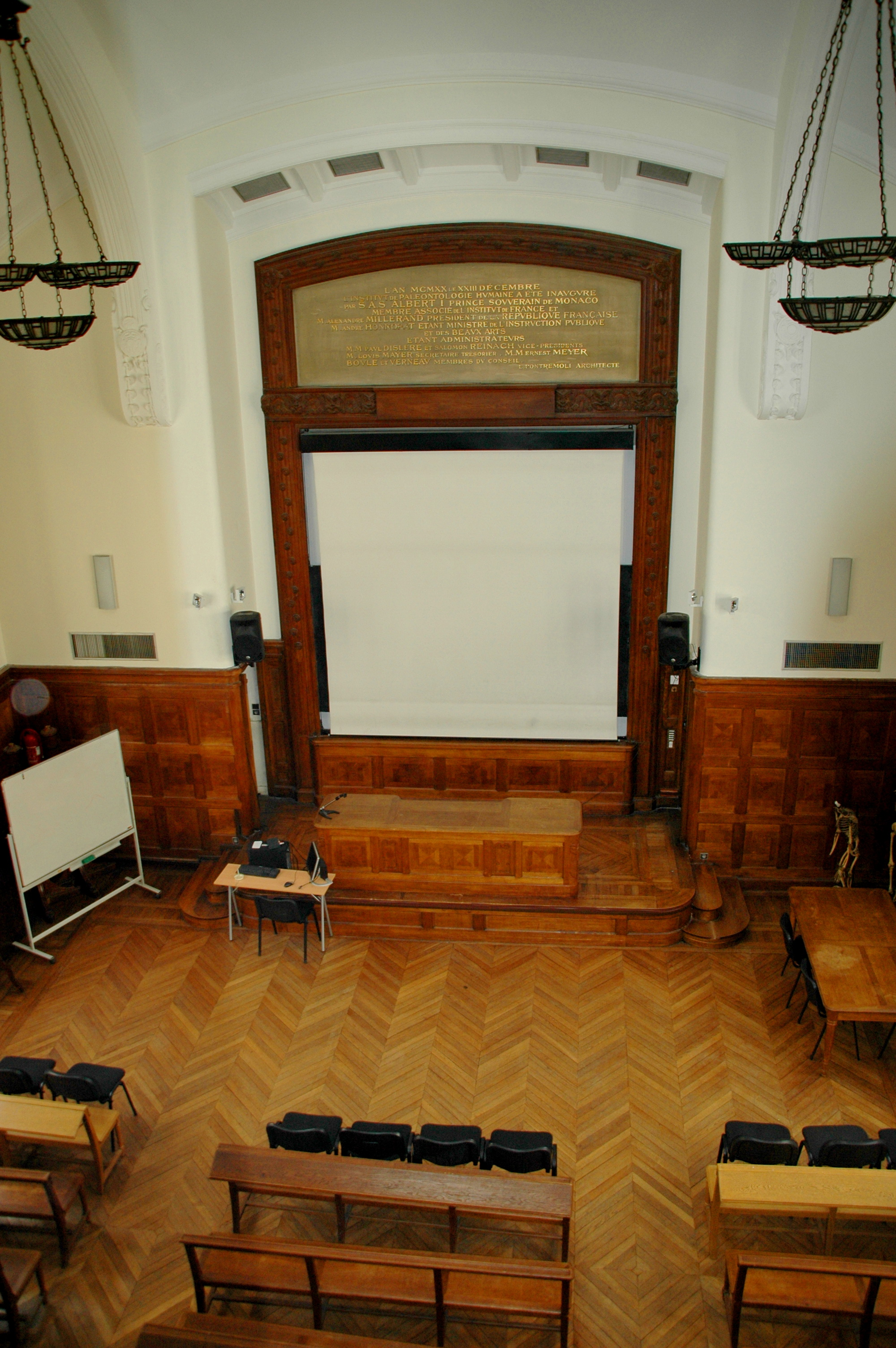
Amphithéâtre
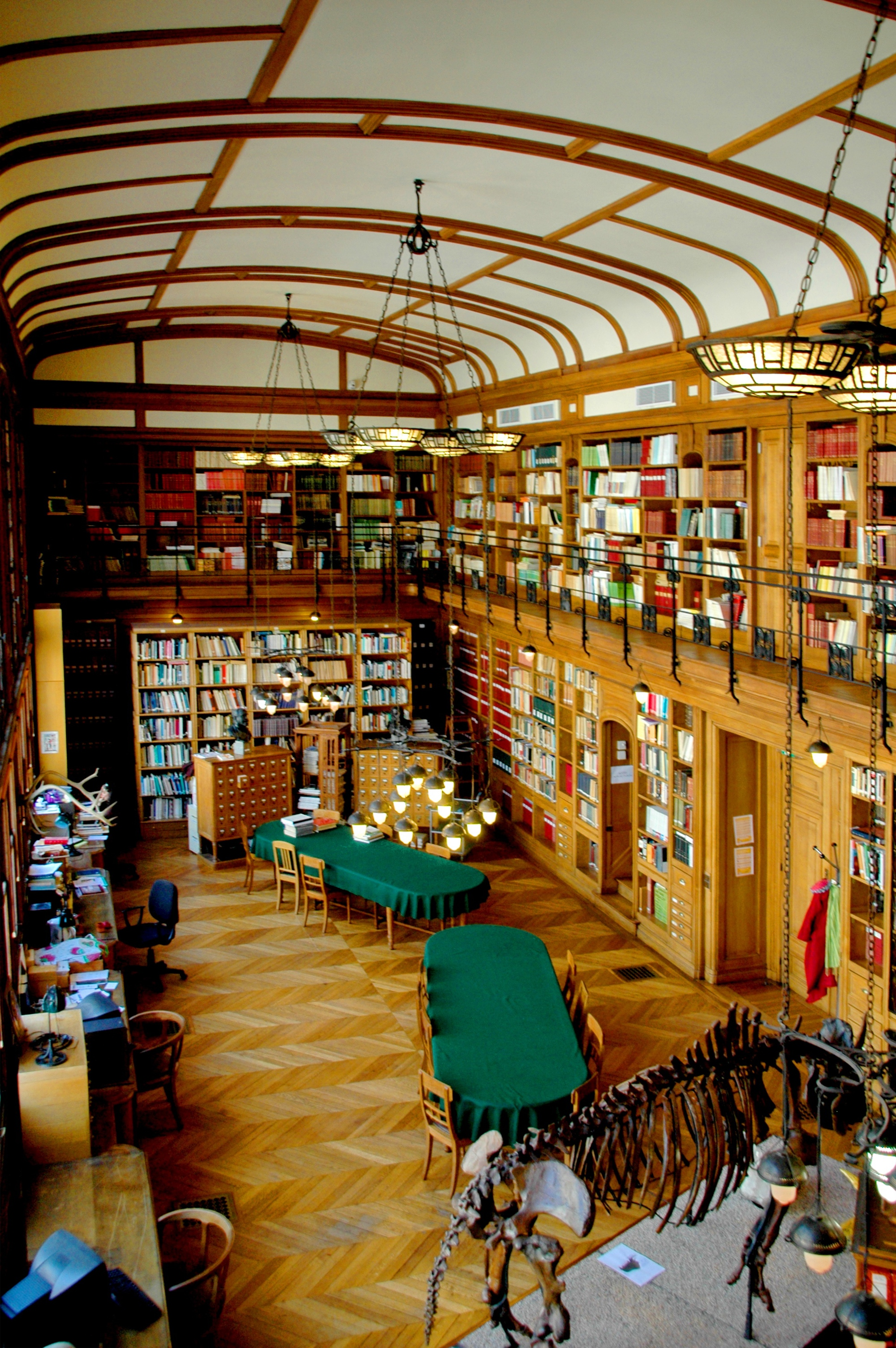
Bibliothèque
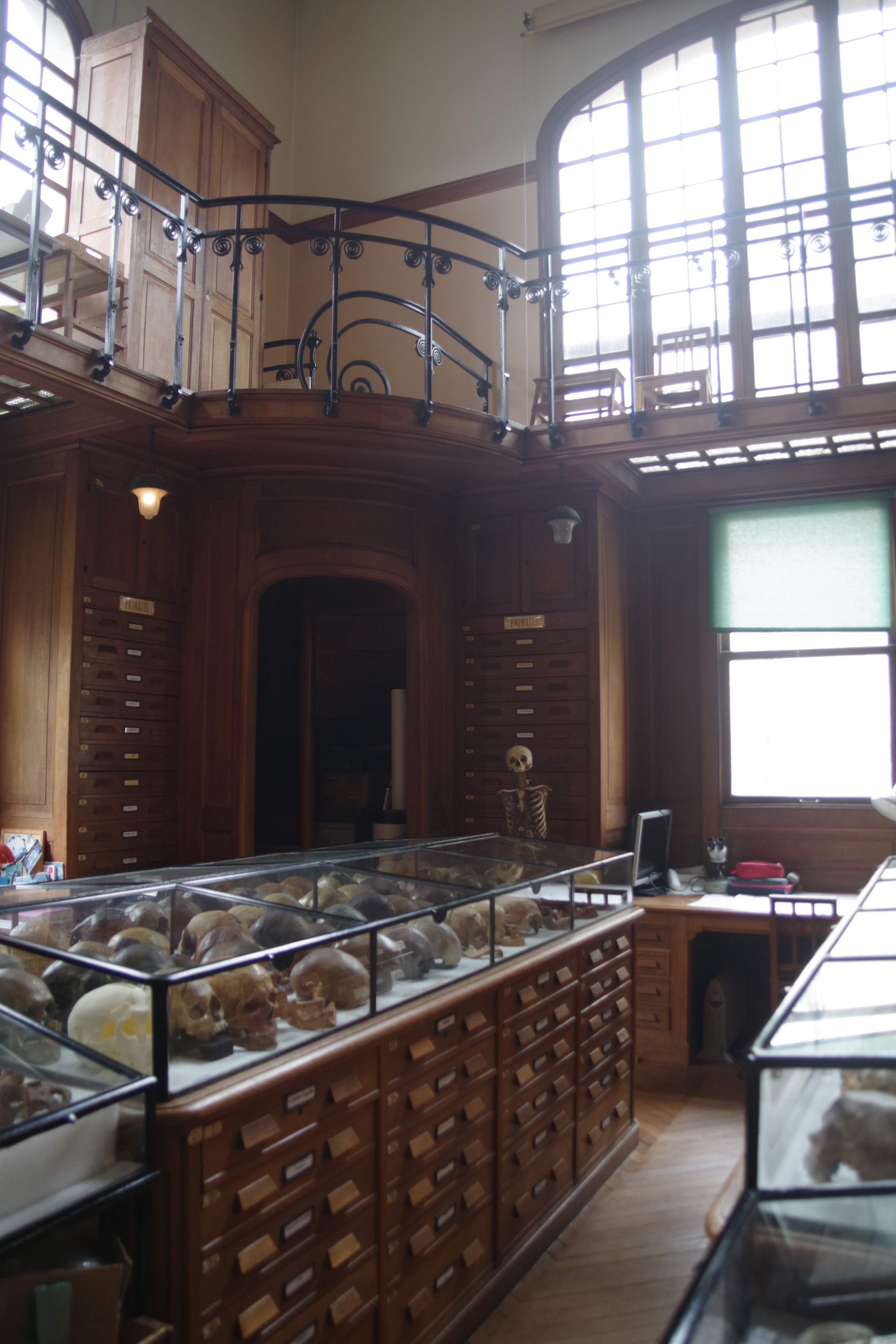
Salle de collection

## Partenaires et collaborateurs
L'Institut de paléontologie humaine est lié historiquement et par convention au Muséum national d'Histoire naturelle (Unité mixte de recherche 7194 CNRS dont le siège est à l'IPH), et il travaille avec des chercheurs de diverses universités françaises et étrangères.

## Accès
L'institut est desservi par plusieurs lignes d'autobus, par la ligne 5 du métro de Paris (stations Saint-Marcel et Gare d'Austerlitz) et par la ligne C du RER (à la gare de Paris-Austerlitz).

## Ouvrages
- Henry de Lumley et Arnaud Hurel, 100 ans de Préhistoire, l'Institut de paléontologie humaine, Paris, CNRS éditions, 2011, 247 p. (ISBN 9782271073471)
- Henry de Lumley et Anna Echassoux, L'Institut de paléontologie humaine, Paris, éditions du Patrimoine, 2021, 64 p. (ISBN 9782757707579)